# Tracadie-Sheila
Tracadie-Sheila (engelska: Tracadie–Sheila) är en ort i Kanada.   Den ligger i provinsen New Brunswick, i den östra delen av landet, 800 km öster om huvudstaden Ottawa. Tracadie-Sheila ligger 18 meter över havet och antalet invånare är 4 474.
Terrängen runt Tracadie-Sheila är platt. Havet är nära Tracadie-Sheila österut. Trakten är glest befolkad. Tracadie-Sheila är det största samhället i trakten.